# 福山共同発電所
福山共同発電所（ふくやまきょうどうはつでんしょ）は、広島県福山市鋼管町1にある瀬戸内共同火力の火力発電所。

## 発電設備
- 総出力：84.8万kW[1]
- 認可出力：84.4万kW

新1号機
発電方式：1,200℃級コンバインドサイクル発電方式
定格出力：14.9万kW
　ガスタービン：8.962万kW × 1軸
　蒸気タービン：5.938万kW × 1軸
使用燃料：高炉ガス、混合ガス（高炉ガスとコークス炉ガスを混合したもの）
熱効率：45.8%（高位発熱量基準）
営業運転開始：1995年7月
新2号機
　  発電方式：1300℃級コンバインドサイクル発電方式
　  定格出力：23万kW
　  使用燃料：高炉ガス、混合ガス
　  営業運転開始：2020年12月
4号機
定格出力：15.6万kW
使用燃料：高炉ガス、混合ガス、コークス炉ガス、重油
営業運転開始：1970年
5号機
定格出力：15.6万kW
使用燃料：高炉ガス、混合ガス、コークス炉ガス、重油
営業運転開始：1971年
6号機
定格出力：15.6万kW
使用燃料：高炉ガス、混合ガス、コークス炉ガス、重油
営業運転開始：1972年

## 廃止された発電設備
（旧）1号機（廃止）
定格出力：7.5万kW
使用燃料：高炉ガス、コークス炉ガス、重油
営業運転開始：1967年 - 1989年
（旧）2号機
定格出力：7.5万kW
使用燃料：高炉ガス、コークス炉ガス、重油
営業運転開始：1967年
3号機
定格出力：15.6万kW
使用燃料：高炉ガス、コークス炉ガス、重油
営業運転開始：1968年